# Retsmediciner
En retsmediciner er en læge, som arbejder med klinisk retsmedicin og retspatologi. Den kliniske retsmedicin omfatter lægelige undersøgelser af voldsofre, voldtægtsofre, børn som har været udsat for fysiske, psykiske eller seksuelle overgreb, torturofre (asylansøgere) samt undersøgelser af personer mistænkt for pyromani, drab eller vold. 
Retspatologien omfatter findestedsundersøgelser ved mistænkelige dødsfald samt retslægelige obduktioner og ligsyn. De retslægelige obduktioner omfatter drabsobduktioner og en del af de obduktioner hvor man ved det retslægelige ligsyn ikke har kunnet fastslå dødsmåden (naturlig død, drab, selvmord eller ulykke) med sikkerhed. Hertil kommer en lang række andre obduktioner bl.a. identifikation af dødfundne, personer døde af arbejdsbetinget sygdom eller ulykke, trafikobduktioner og obduktioner af narkomaner. En retsmediciner er ansat på et af de tre retsmedicinske institutter ved Københavns Universitet, Aarhus Universitet og Syddansk Universitet. Som universitetsansatte er retsmedicinere også beskæftiget med forskning og undervisning af lægestuderende.
For at blive retsmediciner skal man uddanne sig som læge, og herefter gennemgå den 12 måneders kliniske basisuddannelse som er fælles for alle læger. Herefter følger en 5-årig speciallægeuddannelse i retsmedicin. Speciallægeuddannelsen i retsmedicin blev indført november 2007 – tidligere var retsmedicinere speciallæger i klinisk patologi.
Retsmedicinere er især kendt fra TV-serier så som CSI og andre krimiserier – disse serier ligger dog meget langt fra retsmedicinernes virkelige arbejde. Retsmedicineren er en meget vigtig brik i efterforskningen, og er tit en afgørende faktor.
| Lægevidenskab | Spire Denne artikel om lægevidenskab er en spire som bør udbygges. Du er velkommen til at hjælpe Wikipedia ved at udvide den. |